# Thiển Chi vương
Thiển Chi Vương (mất 420, trị vì 405–420) là quốc vương thứ 18 của Bách Tế. Với vị thế là người con trưởng, ông được phong làm thái tử của A Sân Vương vào năm 394.
Thiển Chi giành nhiều năm tuổi trẻ tại Nụy Quốc thuộc Yamato Nhật Bản với thân phận con tim, từ năm 397. Sau cái chết của phụ thân, ông trở về quê hương trong khi thúc phụ Điệp Lễ (Seollye) đã giết chết Huấn Giải (Hunhae), một người đệ khác của A Sân Vương, và cướp ngôi. Giải Chung (Hae Chung), một cư dân của Hán Thành (Hanseong), đã cảnh báo ông không nên về kinh đô. Ngay sau đó, Điệp Lễ bị giết và Thiển Chi Vương đã trở thành quốc vương. Có lẽ do cảm kích trước điều này, Thiển Chi Vương đã phong cho một số thành viên của gia tộc Giải (Hae) làm các chức quan cao trong triều, cũng như kế hôn với Bát Tu (Palso) phu nhân, là người thuộc gia tộc Giải. Điều này đã chấm dứt mối quan hệ thân thiết giữa vương tộc và gia tộc Chân (Jin).
Ngày tháng trị vì của Jeonji được dựa trên Tam quốc sử ký (Samguk Sagi). Trên cơ sở các thư tịch đương thời của Trung Hoa, Best (1979) khẳng định mốc thời gian 405–414 hợp lý hơn.
Theo Tam quốc sử ký, năm 406, Bách Tế cử đoàn sứ thần sang triều đình Đông Tấn. Đây là lần đề cập đầu tiên của sử sách đến một đoàn sứ thần trong hơn 20 năm, và có thể thể hiện rằng vương quốc đã trở nên vững chắc hơn trước Cao Câu Ly. Đây là nét đặc trưng khi cử một vị vua mới cử sứ thần đến triều đình Trung Hoa nhằm củng cố quyền lực. Tuy, chuyến đi này không được bất kỳ sử sách Trung Hoa nào xác nhận. Năm 416, nhà Tấn cử sứ thần sang phong tước hiệu "Trấn Đông tướng quân" và "Bách Tế Vương" cho Thiển Chi.